# Лілі Собескі
Ліліан Рудабет Глорія Ельсвета «Лілі» Собескі (англ. Liliane Rudabet Gloria Elsveta «Leelee» Sobieski; народилася 10 червня 1983) — американська художниця та актриса. Здобула популярність у підлітковому віці завдяки ролям у таких фільмах, як Зіткнення з безоднею (1998), Нецілована, Eyes Wide Shut (обидва 1999), Із широко заплющеними очима (2000), Нічого собі поїздочка і Скляний будинок (обидва 2001). Вона була номінована на премії «Еммі» та «Золотий глобус» за роль головної героїні в телефільмі «Жанна д'Арк» (1999), а також була номінована на «Золотий глобус» за роль у мінісеріалі  NBC «Повстання» (2001). У 2012 році Собескі завершила кінокар'єру і зосередилася на виховуванні своїх дітей і творчій кар'єрі.

## Раннє життя

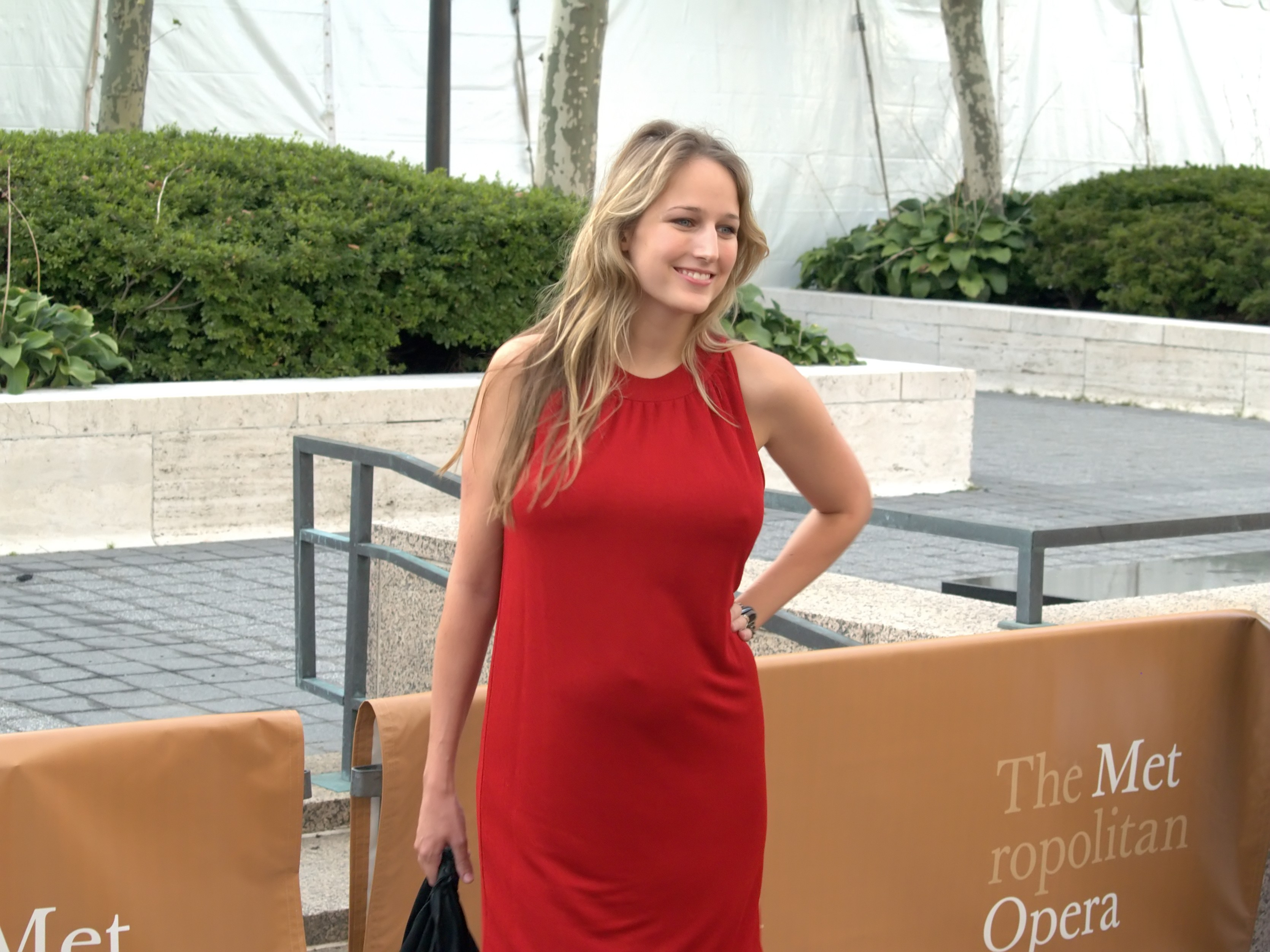
Вагітна Собеські на відкритті Метрополітен-опери у 2009 році

Собескі народився в Нью-Йорку. Її мати, Елізабет Собескі (уроджена Саломон), була кінопродюсером і сценаристом, яка також працювала менеджером Лілі, а її батько, Жан Собеські, є художником французького походження та колишнім актором польського та швейцарського походження. Її дід по материнській лінії, капітан ВМС США Роберт Саломон, був євреєм. Її бабуся по материнській лінії мала ашкеназьке єврейське та на чверть голландське походження.
Вона закінчила денну школу Тревора у 2001 році і вивчала літературу та образотворче мистецтво в Університеті Брауна, але не закінчила навчання.

## Акторська кар'єра
Собескі вперше помітив шукач талантів у кафетерії приватної школи Нью-Йорка і запросив її на прослуховування на роль Клавдії у фільмі «Інтерв'ю з вампіром» (1994), але роль дісталася Кірстен Данст. Собескі зіграла роль Анни Єйтс у телевізійному фільмі 1994 року «Возз'єднання» з Марло Томас у головній ролі. Далі вона зіграла головну роль у телефільмі «Кінь для Денні» 1995 року. У 1997 році вона зіграла свою першу роль у художньому фільмі, зігравши доньку героя Мартіна Шорта в комедії Тіма Аллена «Із джунглів у джунглі».
Ще в підлітковому віці Собеські стала відома після знімання у фільмі «Зіткнення з безоднею» (1998). Того ж року Собескі знялася у фільмі «Солдатська дочка ніколи не плаче». Акторська гра Собескі отримала схвальні відгуки критиків. Фільм приніс їй номінацію на премію Young Artist Award, а також номінацію Асоціації кінокритиків Чикаго.
У 1999 році Собескі з'явився у фільмі Стенлі Кубрика «Із широко заплющеними очима».
Також у 1999 році вона отримала роль другого плану в комедійному фільмі для підлітків «Нецілована» з Дрю Беррімор у головній ролі. Її наступна роль у телевізійному фільмі «Жанна д'Арк» (1999) принесла їй номінацію на премію «Еммі» та «Золотий глобус», і вона стала наймолодшою актрисою, яка коли-небудь зіграла Жанну д'Арк на екрані.
У 2000 році Собескі зіграла головну жіночу роль у фільмі «Тут, на Землі» разом із Джошем Гартнеттом і Крісом Кляйном, за яку вона була номінована на премію «Вибір підлітків». Вона отримала другу номінацію на «Золотий глобус» за роль Тосі Альтман у телефільмі «Повстання» 2001 року.
У 2001 році Собескі зіграла головну роль у роуд-фільмі жахів Нічого собі поїздочка з Полом Вокером і Стівом Заном. Фільм отримав загалом схвальні відгуки. Того ж року вона зіграла головну роль у трилері «Скляний дім» разом із Даян Лейн. Фільм був розкритикований критиками і, з невеликою рекламою, мав невтішні збори на перших вихідних трохи менш як 6 мільйонів доларів. Гра Собескі в малобюджетній драмі 2001 року «Мій перший містер» була високо оцінена критиками.
Собескі зіграв головну роль у незалежному фільмі «Ідол» (2002), який презентували на Міжнародному кінофестивалі в Торонто. Потім вона зіграла разом з Джоном К'юсаком у повнометражній драмі «Макс» у ролі коханки єврейського арт-торговця, який наставляє молодого Адольфа Гітлера. Далі вона зіграла роль Сесіль у мінісеріалі французькою мовою Небезпечні зв'язки (2003) з Катрін Денев і Рупертом Евереттом, екранізації класичного роману П'єра Лакло про сексуальні інтриги. Вона також зіграла роль Деяніри в телевізійному мінісеріалі 2005 року «Геракл».
Експериментальний інді-фільм «Брехня» з Собескі у головній ролі разом із Хлоєю Севіньї та Дженою Мелоун дебютував на Каннському кінофестивалі 2006 року, після чого вийшов обмежений прокат у Сполучених Штатах у 2008 році Далі вона зіграла в американській драмі Небеса падають як одну з кількох молодих жінок, які звинуватили дев'ятьох чорношкірих молодих людей у зґвалтуванні на сегрегаційному Півдні. Того ж року вона знялася у фільмі жахів «У темному місці», а також у рімейку «Плетеної людини» з Ніколасом Кейджем у головній ролі.

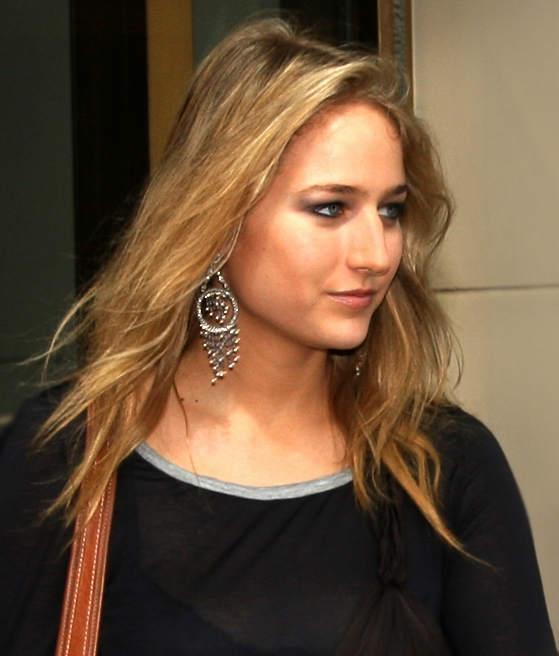
Собескі на Міжнародному кінофестивалі в Торонто 2007

Незалежний комедійний фільм Латекс, у якому Собескі грає жінку, яка стає доміною. Прем'єра відбулася на Міжнародному кінофестивалі в Торонто 2007 року, а пізніше стрічка була показана на кількох інших кінофестивалях. Її наступний великий фільм, трилер «88 хвилин» з Аль Пачіно та Алісією Вітт у головних ролях. Прем'єра відбулася 18 квітня 2008 року в Сполучених Штатах після прокату в інших країнах минулого року.
У січні 2008 року Собескі з'явилася у фантастичному фільмі В ім'я короля: Історія облоги підземелля. За гру у цих фільмах вона отримала номінацію на премію Золота малина як найгірша актриса другого плану. Наступного разу Собескі знялася зі Стівом Заном у фільмі «Примарний експерес».
У 2009 році Собескі зіграла невелику роль в біографічній кримінальній драмі «Джонні Д.» . У червні 2010 року вона зіграла разом з Деніз Річардс і Джеймі Кеннеді у фільмі «У пошуках блаженства», романтичній комедії про стриманого режисера-початківця, який змушений піти працювати на продюсера фільмів для дорослих. Вона з'явилася як гість в телесеріалі Drop Dead Diva в епізоді «A Mother's Secret». Собеський також зіграв головну роль у драматичному трилері «Акти насильства» 2010 року, в якому розповідається про чоловіка, який має на меті помститися після того, як його дружину зґвалтували. Також у 2010 році Собескі знявся в ролі другого плану в комедійній інді-драмі «Останній кінофестиваль», яка вийшла на екрани лише у 2016 році.
Собескі знялася в січні 2011 року в епізоді телесеріалу Гарна дружина, зігравши дівчину одного з найвпливовіших клієнтів Локхарта-Гарднера-Бонда, якого звинувачують у використанні стимуляторів, що відпускаються за рецептом.
З квітня 2012 року по серпень 2012 року Собескі зіграла головну роль офіцера-новобранця Дженніфер Перрі у драматичному телесеріалі «NYC 22». Вона також зіграла головну роль Еббі Гіббонс у фільмі Москва 2017, який вийшов на екрани 7 вересня 2012 року.
У 2012 році Собескі завершила кінокар'єру.

## Фільмографія
| Рік  |    | Українська назва                         | Оригінальна назва                | Роль                                          |
| ---- | -- | ---------------------------------------- | -------------------------------- | --------------------------------------------- |
| 1995 | ф  | Кінь для Денні                           | A Horse for Danny                | Денні Бара                                    |
| 1995 | с  | Чарлі Грейс                              | Charlie Grace                    | Дженні Грейс                                  |
| 1996 | с  | Грейс у вогні                            | Grace Under Fire                 | Люсі (серія «Позитивно ненависний»)           |
| 1996 | с  | NewsRadio                                | NewsRadio                        | старшокласниця (серія «Аркада»)               |
| 1997 | ф  | Із джунглів у джунглі                    | Jungle 2 Jungle                  | Карен Кемпстер                                |
| 1998 | ф  | Зіткнення з безоднею                     | Deep Impact                      | Сара Готчнер                                  |
| 1998 | ф  | Солдатська дочка ніколи не плаче         | A Soldier's Daughter Never Cries | Шарлотта Енн «Ченн» Вілліс                    |
| 1998 | с  |                                          | F/X: The Series                  | Таня (серія «Лихе око»)                       |
| 1999 | ф  | Нецілована                               | Never Been Kissed                | Олдіс Мартін                                  |
| 1999 | ф  | Із широко заплющеними очима              | Eyes Wide Shut                   | Донька Міліча                                 |
| 1999 | с  | Жанна д'Арк                              | Joan of Arc                      | Жанна д'Арк (мінісеріал)                      |
| 2000 | ф  | Тут, на Землі                            | Here on Earth                    | Саманта «Сем» Кавано                          |
| 2001 | ф  | Мій перший містер                        | My First Mister                  | Дженніфер                                     |
| 2001 | ф  | Нічого собі поїздочка                    | Joy Ride                         | Венна Вілкокс                                 |
| 2001 | ф  | Скляний дім                              | The Glass House                  | Рубі Бейкер                                   |
| 2001 | тф | Повстання                                | Uprising                         | Тося Альтман                                  |
| 2002 | ф  | Ідол                                     | The Idol                         | Сара Сільвер                                  |
| 2002 | ф  | Макс                                     | Max                              | Ліселор фон Пельц                             |
| 2003 | с  | Небезпечні зв'язки                       | Les liaisons dangereuses         | Сесіль де Воланж (мінісеріал)                 |
| 2005 | с  | Геракл                                   | Hercules                         | Деяніра (мінісеріал)                          |
| 2006 | ф  | Брехня                                   | Lying                            | Сара                                          |
| 2006 | ф  | Небеса падають                           | Heavens Fall                     | Вікторія Прайс                                |
| 2006 | ф  | Прокляте місце                           | In a Dark Place                  | Анна Вей                                      |
| 2006 | ф  | Плетена людина                           | The Wicker Man                   | сестра Хані                                   |
| 2006 | ф  | Старший син                              | The Elder Son                    | Лоліта                                        |
| 2007 | ф  | В ім'я короля: Історія облоги підземелля | In the Name of the King          | Муріелла                                      |
| 2007 | ф  | Латекс                                   | Walk All over Me                 | Альберта                                      |
| 2007 | ф  | 88 хвилин                                | 88 Minutes                       | Лорен Дуглас                                  |
| 2009 | ф  | У пошуках блаженства                     | Finding Bliss                    | Джоді Балабан                                 |
| 2009 | ф  | Примарний експрес                        | Night Train                      | Хлоя                                          |
| 2009 | ф  | Джонні Д.                                | Public Enemies                   | Поллі Гамільтон                               |
| 2010 | ф  | Акти насильства                          | Acts of Violence                 | Олівія Флін                                   |
| 2010 | с  | До смерті красива                        | Drop Dead Diva                   | Саманта «Сем» Колбі (серія «Таємниця матері») |
| 2011 | с  | Гарна дружина                            | The Good Wife                    | Алексіс Симанскі (серія «Розрив»)             |
| 2012 | ф  | Москва 2017                              | Branded                          | Еббі Гіббонс                                  |
| 2012 | с  | NYC 22                                   | NYC 22                           | Дженніфер Перрі (головна роль)                |
| 2016 | ф  | Останній кінофестиваль                   | The Last Film Festival           | Сталкер (знятий в 2010 році)                  |